# وسام نجمة فلسطين العسكري
وسام نجمة فلسطين العسكري هو أعلى وسام عسكري لدولة فلسطين.

## تاريخ
جرى استحداث وسام نجمة فلسطين العسكري كأعلى وسام عسكري فلسطيني يجري منحه من قبل الرئيس الفلسطيني للقيادات العسكرية الفلسطينية والعربية والأجنبية التي قدمت خدماتٍ جليلة لفلسطين.

## أبرز الحائزين على الوسام
- أحمد عفانة، 2013.[5]

- إسماعيل جبر، 2013.[6]

- مشهور الجازي، 2015.[7]

- عمر علي، 2019.[8]